# C'era una volta il West
C'era una volta il West (en España, Hasta que llegó su hora; en Hispanoamérica, Érase una vez en el Oeste) es una película épica italiana del género spaghetti western de 1968, dirigida por Sergio Leone, quien la escribió junto a Sergio Donati con base en una historia de Dario Argento, Bernardo Bertolucci y el propio Leone. Está protagonizada por Henry Fonda, actuando de manera poco característica para él como villano, Charles Bronson como su némesis, Claudia Cardinale como una hacendada que acaba de enviudar, Jason Robards como un bandido, y Gabriele Ferzetti en los papeles principales. La fotografía fue de Tonino Delli Colli, y la aclamada banda sonora fue de Ennio Morricone.
Ha sido galardonada con el premio David di Donatello de 1969 a la mejor producción, el premio Golden Laurel de 1970 (3° lugar) al mejor actor secundario (Charles Bronson), el premio Goldene Leinwand de 1984. En 2009 entró en el National Film Registry de la Biblioteca del Congreso de Estados Unidos.

## Sinopsis
Armónica (Bronson) es un hombre callado y misterioso (a lo largo de buena parte de la película toca la armónica en vez de hablar) que busca a Frank (Fonda), un despiadado pistolero que está bajo las órdenes del millonario Morton (Ferzetti). Por otra parte, Cheyenne (Robards) es un conocido de Armónica que acaba de fugarse de prisión y que ayudará a Armónica en su búsqueda de Frank, ya que ha sido acusado de la matanza de la familia McBain. Por otra parte, procedente de un burdel de Nueva Orleans se encuentra Jill McBain (Cardinale), recientemente viuda y con un gran terreno heredado de su difunto marido y por el cual ha de pasar el ferrocarril. Esto hará que todos luchen por conseguir un mismo objetivo.

## Argumento
La película gira alrededor de dos conflictos que tienen lugar en torno a Flagstone, un pueblo ficticio del Viejo Oeste estadounidense en plena época de la Reconstrucción: una guerra por la tierra relacionada con la construcción de un ferrocarril y una misión de venganza contra un asesino a sangre fría. Existe una lucha por Sweetwater, un terreno en el desierto a las afueras de Flagstone que contiene la única fuente de agua de la región. La tierra fue comprada por Brett McBain, quien previó que el ferrocarril tendría que pasar por esa zona, para proveer de agua a las locomotoras de vapor. Cuando el magnate ferroviario Morton—que quiere completar un ferrocarril transcontinental antes de morir de tuberculosis ósea—se entera de esto, envía a su pistolero a sueldo Frank a intimidar a McBain para que se vaya de las tierras, pero Frank en cambio da muerte a McBain y a sus tres hijos, plantando pruebas para inculpar al bandido Cheyenne. Mientras tanto, la exprostituta Jill llega a Flagstone desde Nueva Orleans, revelando que es la nueva esposa de McBain y, por tanto, la nueva propietaria de las tierras.
La película comienza con un misterioso pistolero que toca la armónica, al que Cheyenne apodará más tarde "Armónica", que le dispara a tres hombres enviados por Frank para matarlo. En una cantina de carretera cerca de los buttes Mitones Oriental y Occidental en el Condado de Navajo de camino a Sweetwater, donde también se encuentra con la señora McBain, Armónica le informa a Cheyenne que los tres pistoleros querían hacerse pasar por hombres de Cheyenne. Cheyenne llega a Sweetwater poco después, y ambos hombres parecen sentirse atraídos por la señora McBain. Armónica le explica que, según el contrato de venta, ella perderá Sweetwater a menos que la estación esté construida para cuando los equipos de construcción de la vía lleguen a ese punto, así que Cheyenne pone a sus hombres a trabajar en su construcción.
Frank se pone en contra de Morton, que quiere hacer un trato con la Sra. McBain, y lo inmoviliza bajo vigilancia en su tren privado en el desierto. En cambio, la Sra. McBain permite que Frank la seduzca, aparentemente para salvar su vida, y luego se ve obligada a vender su propiedad en una subasta, en la que los hombres de Frank intimidan a los demás postores. Armónica desbarata el plan de Frank para mantener el precio bajo cuando llega, reteniendo a Cheyenne con su pistola, y hace una oferta mucho más alta con el dinero de la recompensa por el buscado Cheyenne, pero mientras Cheyenne es puesto en un tren con destino a la recién inaugurada prisión de Yuma, dos miembros de su banda compran billetes de ida para el tren, con la intención de ayudarle a escapar.
Morton entretanto le paga a los hombres de Frank para que se vuelvan contra él. Sin embargo, Armónica le ayuda a Frank a matarlos, dirigiendo su atención hacia donde se esconden desde la habitación donde la señora McBain se está bañando. Cuando Frank regresa al tren de Morton, descubre que los hombres que le quedaban han muerto en una batalla con la banda de Cheyenne, y que Morton yace boca abajo en un charco de barro donde lo deja morir. Frank va entonces a Sweetwater para enfrentarse a Armónica. En dos ocasiones, Frank le había preguntado quién era, pero las dos veces Armónica sólo había respondido con nombres de hombres "que estaban vivos antes de conocerte". Esta vez, Armónica dice que revelará su identidad "solo a punto de morir".
Mientras los dos se preparan para un duelo de pistolas, el motivo de Armónica se revela en un flashback. Un Frank más joven obliga a un niño a cargar a su hermano mayor sobre sus hombros, mientras el cuello del hermano cuelga de una soga atada a un arco. Mientras el niño se esfuerza por sostener el peso de su hermano, Frank introduce una armónica en la boca del jadeante muchacho. El hermano mayor maldice a Frank, y el niño (que se convertirá en Armónica) se desploma en el suelo. De vuelta al presente, Armónica desenfunda primero y le dispara a Frank. Luego mete su armónica en la boca del moribundo Frank como recordatorio.
De nuevo en la casa, Armónica y Cheyenne se despiden de la señora McBain, que está supervisando la construcción de la estación de ferrocarril mientras los equipos de tendido de vías llegan a Sweetwater. Mientras los dos hombres se alejan, Cheyenne cae, revelando que fue herido mortalmente por Morton durante la pelea con la banda de Frank. Mientras Armónica se aleja con el cadáver de Cheyenne, el tren de trabajo llega y la señora McBain lleva agua a los trabajadores del ferrocarril.

## Reparto
- Charles Bronson como Armónica.
  - Dino Mele como Armónica en su infancia.
- Claudia Cardinale como Jill McBain.
- Jason Robards como Manuel Cheyenne Gutiérrez.
- Henry Fonda como Frank.
- Gabriele Ferzetti como Morton.
- Paolo Stoppa como Sam.
- Woody Strode como Stony, un miembro de la banda de Frank
- Jack Elam como Snaky, un miembro de la banda de Frank.
- Keenan Wynn como el sheriff.
- Frank Wolff como Brett McBain.
- Lionel Stander como el camarero.
- Al Mulock como Knuckles, un miembro de la banda de Frank.
- Livio Andronico.
- Salvatore Basile como un miembro de la banda de Cheyenne.
- Aldo Berti como un miembro de la banda de Frank que está jugando al póquer.
- Joseph Bradley como el dueño de la estación de tren.
- Frank Braña como un miembro de la banda de Frank que está fumando una pipa en la puja.
- Marilù Carteny como la doliente en el funeral de Brett McBain.
- Saturno Cerra como un miembro de la banda de Frank que está en el tren.
- Luigi Ciavarro como el anciano sheriff.
- Spartaco Conversi como un miembro de la banda de Frank que dispara a través de una bota.
- Bruno Corazzari como el tercer miembro de la banda de Cheyenne.
- Bill Crawley como un trabajador de la compañía ferroviaria.
- Paolo Figlia como un miembro de la banda de Frank.
- John Frederick como Jim, un miembro de la banda de Frank.
- Don Galloway como un miembro de la banda de Frank que aparece en flashback.
- Michael Harvey como el teniente de Frank.
- Robert Hossein como un miembro de la banda de Frank que aparece en flashback.
- Stefano Imparato como Patrick McBain.
- Francesca Leone como una mujer en la estación de Flagstone.
- Raffaella Leone como una mujer en la estación de Flagstone.
- Frank Leslie como un miembro de la banda de Frank que aparece en flashback.
- Luigi Magnani.
- Claudio Mancini como el hermano de Armónica.
- Antonio Molino Rojo como un miembro de la banda de Frank en la puja.
- Enrico Morsella como un miembro de la banda de Frank que aparece en flashback.
- Umberto Morsella como un miembro de la banda de Frank que aparece en flashabck.
- Ricardo Palacios como el conductor del tren de Morton.
- Tullio Palmieri como el carpintero de Flagstone.
- Antonio Palombi como el agente de la estación de ganado.
- Renato Pinciroli como el primer hombre que apuesta en la puja.
- Lorenzo Robledo como el segundo miembro de la banda de Chayenne.
- Sandra Salvatori como una doliente en el funeral de Brett McBain.
- Aldo Sambrell como el teniente de Cheyenne.
- Conrado San Martín como Vecino.
- Enzo Santaniello como Timmy McBain.
- Simonetta Santaniello como Maureen McBain.
- Claudio Scarchilli como un miembro de la banda de Frank.
- Giovanni Ivan Scratuglia como un sheriff.
- Robert Spafford como el propietario de la construcción.
- Benito Stefanelli como un teniente de Frank.
- Luana Strode como la mujer india en la estación de ganado.
- Fabio Testi como el miembro de la banda de Frank con sombrero negro en la puja.
- Dino Zamboni como un hombre en el bar.
- Marco Zuanelli como Wobbles.

## Producción

### Desarrollo
Tras el éxito de la llamada Trilogía del dólar (Por un puñado de dólares, Per qualche dollaro in più y El bueno, el feo y el malo), Sergio Leone estaba preparado para embarcarse en lo que había de ser el proyecto de su vida: Érase una vez en América, una historia de gánsteres judíos durante la Ley seca en los Estados Unidos, la cual terminaría convirtiéndose en su testamento cinematográfico. Sin embargo, no fue así.

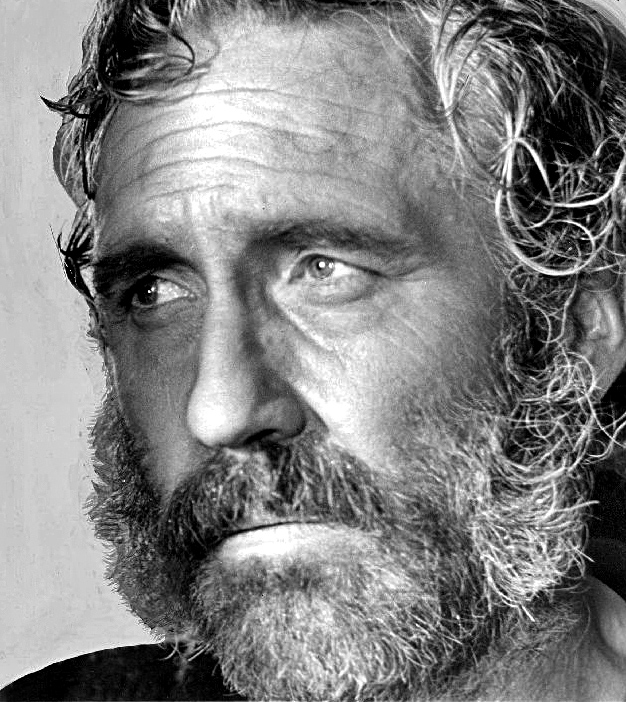
Jason Robards en una foto publicitaria de la película.

Paramount Pictures, después de comprobar cómo las películas del director Sergio Leone, contando con un presupuesto ajustadísimo, habían conseguido tantísimos ingresos en taquilla, querían que repitiese la receta, por lo que le pidieron que hiciera un nuevo western, y que después ya podría comenzar su proyecto acerca de los gánsteres. Aunque esta vez, le concedieron un presupuesto de cinco millones de dólares y la posibilidad de trabajar con Henry Fonda.
Se puso manos a la obra en la producción. Elaboró un primer boceto de guion, tras el cual llamaría a Dario Argento, a Sergio Donati y a Bernardo Bertolucci para elaborar junto con ellos el guion definitivo.
En un principio, la película iba a ser demasiado larga, por lo cual en la productora Paramount decidieron ajustarla, recortando y dejando la versión estadounidense de la cinta en 145 minutos (en vez de los más de 160 minutos previstos inicialmente). 
Sergio Leone comenzó el rodaje en Monument Valley, en el desierto de Arizona, rindiendo así un homenaje a grandes directores de western estadounidenses como John Ford y Howard Hawks. Pero luego decidió volver al desierto almeriense de Tabernas que tan buen resultado le había dado en sus anteriores películas. La famosa secuencia inicial de los tres pistoleros esperando la llegada del tren fue la última rodada en España, en la estación La Calahorra-Ferreira en los alrededores de Guadix, provincia de Granada. Esta estación se transformará posteriormente en la película en la estación de ferrocarril de Flagstone, lugar al que ha de llegar la protagonista femenina, Claudia Cardinale. El salón de Flagstone, que en realidad es el del poblado del oeste de La Calahorra, cerca de Guadix, será el lugar de rodaje de otras muchas escenas, como la del largo diálogo entre Henry Fonda y Charles Bronson.
En C'era una volta il West está resumido casi el género entero: el ferrocarril, los pistoleros a sueldo, los bandidos, el personaje enigmático que llega de ninguna parte buscando venganza, los pioneros, la mujer de dudoso pasado y carácter indomable, etc. 
Esta película supuso una revolución en el cine, ya que Sergio Leone empleó unas tomas de cámara que no se habían hecho antes, y utilizando técnicas innovadoras, cambiando los clichés clásicos del género.

### Casting
Clint Eastwood fue la primera opción para el papel de ¨Armónica¨, pero ya estaba implicado en otros proyectos. También se pensó en James Coburn, Terence Stamp y, a propuesta del estudio, Rock Hudson y Warren Beatty. Finalmente Leone escogió a Charles Bronson para interpretar ese papel. Para el papel de Cheyenne se pensó en Kirk Douglas, pero Leone ya se había decantado por Jason Robards. También cabe destacar que Leone, desde el comienzo, decidió que Henry Fonda interpretase el papel de Frank.

### Rodaje
La película se rodó entre abril y junio de 1968 en Tabernas, Almería, España, donde se edificaron los decorados que simulan la ciudad ficticia de Sweetwater. También se rodó en Cinecitta, Italia y Monument Valley, Estados Unidos.
Durante el rodaje de la película, en mayo de 1968 el actor Al Mulock se suicidó saltando desde su habitación del hotel en la ciudad granadina de Guadix (Andalucía, España). En el momento de saltar, llevaba el traje con el que debía rodar una escena, el encuentro en el apeadero de la estación junto a Jack Elam, Woody Strode y Charles Bronson. Mickey Knox y Claudio Mancini, uno de los productores de la película, fueron testigos del suicidio de Al Mulock. Sobrevivió a la caída, pero en la misma se fracturó una costilla que, dado el penoso estado de la carretera hasta llegar al hospital, perforó su pulmón. Antes de ser llevado a la ambulancia, Sergio Leone, más preocupado por el desarrollo de su rodaje, exigió que se recuperara el traje de Mulock antes de que se lo llevaran.
Se desconocieron las razones del suicidio, así como de la elección de hacerlo con su disfraz. Su esposa había fallecido el año anterior de cáncer cervical, aunque estaban separados desde hacía algún tiempo antes de morir. Asimismo Mickey Knox, afirmó en su libro, "The Good, the Bad and the Dolce Vita", que Mulock era un drogadicto y se suicidó por desesperación, al no poder adquirir drogas en Guadix.

### Música
En esta película, la música de Ennio Morricone desempeña un papel fundamental. El director le concedió tanta importancia que hizo que se hiciera antes que la propia película y participó activamente con Morricone en la composición.

## Premios
| Publicación | País | Premio                                   | Año  | Puesto |
| ----------- | ---- | ---------------------------------------- | ---- | ------ |
| Empire      | EUA  | Las 500 mejores películas de la historia | 2012 | 14     |
| IMDb        | EUA  | Las mejores películas de la historia     | 2011 | 24     |